# Villa Sarchi
Die Villa Sarchi ist eine Arabica-Kaffeesorte, die in den 1950er Jahren in Costa Rica entdeckt wurde. Es handelt sich dabei um eine natürliche Kreuzung der Sorten Bourbon und Typica. Sie gilt als besonders geeignet für die höchsten Höhenlagen im Kaffeeanbau von 1600 bis teilweise 2200 Metern, wo sie unter idealen Anbaubedingungen einen durchschnittlichen Ertrag von 400 bis 500 g Rohkaffee liefert und eine mittelgute bis gute Qualität in der Tasse hervorbringt.

## Krankheiten
Die Villa Sarchi ist nicht resistent gegenüber Kaffeerost und Nematoden.